# Druck (Physik)

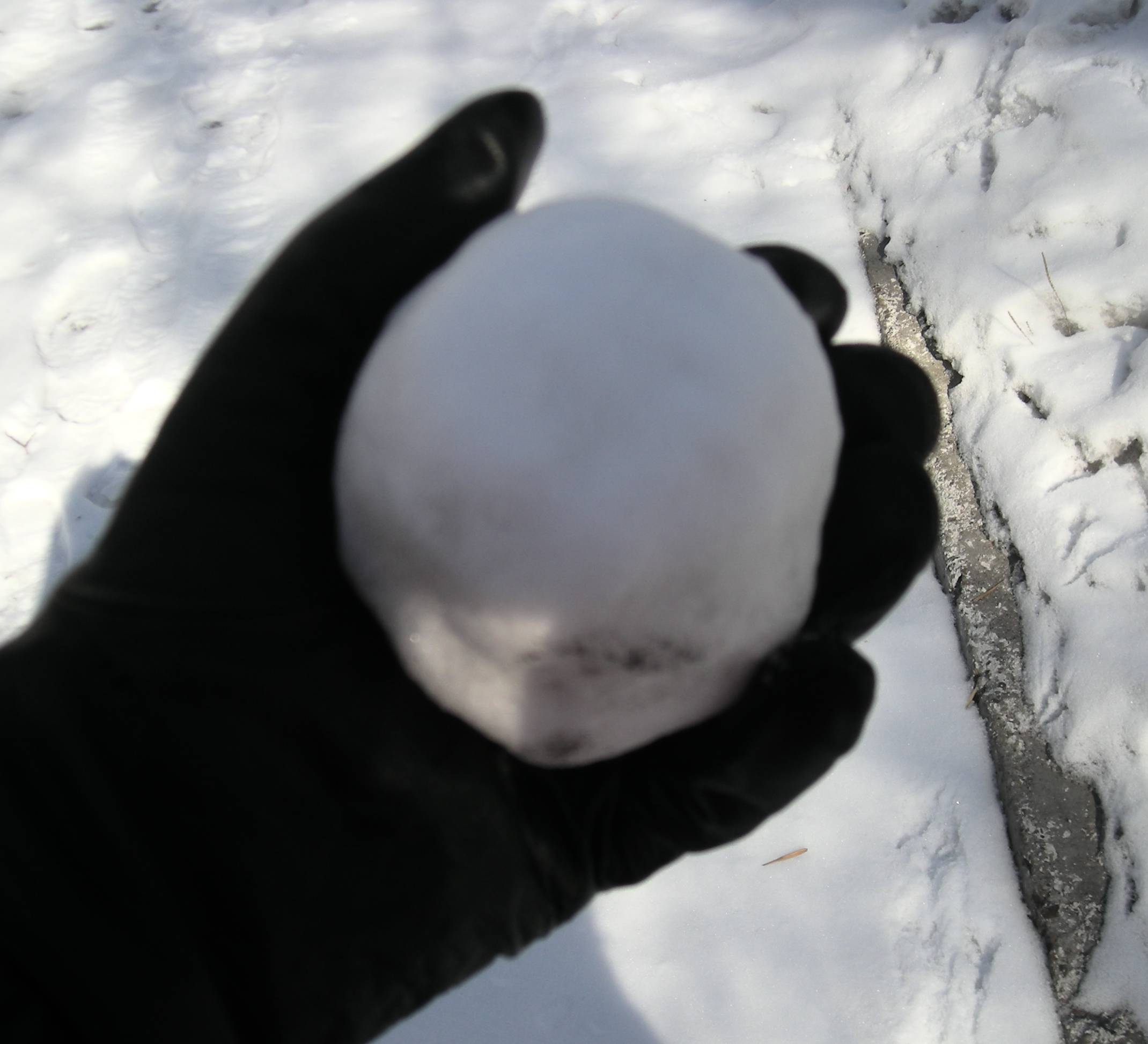
Abb. 1: Der Schneeball wird durch Druck der Handinnenflächen geformt

In der Physik ist der Druck die Wirkung einer flächenverteilten Kraft, die senkrecht auf einen Körper wirkt. Der Druck ist positiv, wenn er zum Körper hin gerichtet ist, ein negativer Druck entspricht einem Zug. Ein Beispiel ist der Schneeball, der von Hand geformt wird, indem durch Druck der Handinnenfläche der lockere Schnee zusammengedrückt wird. Umgekehrt übt der Schnee dabei auch einen spürbaren Gegendruck auf die Handinnenfläche aus. Druck tritt nicht nur an Grenz- und Oberflächen, sondern auch im Inneren von Festkörpern, Flüssigkeiten oder Gasen auf. So ist der Luftdruck auf der Erdoberfläche allgegenwärtig. Nach dem Pascal’schen Prinzip (von Blaise Pascal) breitet sich Druck in ruhenden Flüssigkeiten und Gasen allseitig aus und wirkt nach Leonhard Euler im Volumen in alle Richtungen, aber immer senkrecht auf Wände.
Druck ist eine intensive, skalare physikalische Größe, die insbesondere in der Strömungsmechanik und Thermodynamik eine wichtige Rolle spielt. Die flächenverteilte Kraft ist genauer der mechanische Druck, der eine in alle Raumrichtungen gleichermaßen wirkende Normalspannung (ein Spezialfall der mechanischen Spannung) ist. Der thermodynamische Druck ist eine Zustandsgröße, die bei einem Gas mit einer Zustandsgleichung definiert wird, und diese Zustandsgröße kann im Ungleichgewicht vom mechanischen Druck abweichen. Das übliche Formelzeichen p lehnt sich an das lateinische bzw. englische Wort für Druck (lateinisch pressio, englisch pressure) an.
Das Pauli-Prinzip der Quantenphysik führt bei Fermionen zu einem Entartungsdruck, der beispielsweise einen Weißen Zwergstern vor dem weiteren Kollaps bewahrt. Nach der allgemeinen Relativitätstheorie trägt auch Druck zur Gravitationswirkung bei.
In der Kontinuumsmechanik stellt der Druck ein skalares Druckfeld dar, das jeden Körper ausfüllt.

## Geschichte

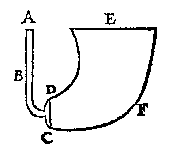
Abb. 2: Hydrostatisches Paradoxon nach Stevin: Das wenige Wasser im Bereich ABCD des Gefäßes drückt genau so stark gegen die (gedachte, flexible) Wand CD wie das viele Wasser in CDEF.

Im Altertum war bereits Archimedes, Ktesibios, Philon von Byzanz, Heron von Alexandria und Sextus Iulius Frontinus die Wirkung des Drucks von Wasser und Luft bekannt. Im Mittelalter ist Alhazen zu erwähnen, der sich eine richtige Vorstellung vom Luftdruck machte, bevor in der Renaissance der holländische Kaufmann Simon Stevin (1548–1620) die ersten Prinzipien der Hydrostatik und das hydrostatische Paradoxon formulierte, siehe Abb. 2.
| |
| Abb. 3: In einem mit Quecksilber gefüllten, oben geschlossenen Rohr bildet sich ab einer Höhe von etwa 760 mm ein Vakuum (A–C), in dem der absolute Druck nahe null ist. Das zeigt, dass Quecksilber hier keinen nennenswerten, negativen, absoluten Druck aufnehmen kann. |

Grundlegende Forschungsarbeiten nahmen im 17. Jahrhundert ihren Ausgang am Hof des Großherzogs Cosimo II. de’ Medici. Dort stellte der Brunnenmeister mit Erstaunen fest, dass er Wasser mittels einer Saugpumpe nicht höher als 32 Fuß (10,26 m) heben konnte. Über der Wassersäule bildete sich – wie im Rohr in Abb. 3 – ein luftleerer Raum, der das weitere Aufsteigen verhindert. Dieses Phänomen wurde dem Lehrer und Hofmathematiker Cosimos II., Galileo Galilei, mitgeteilt, der es daraufhin in seinen Discorsi behandelte (S. 16–17). Vincenzo Viviani, ein Mitarbeiter Galileis, schloss 1643 als Erster, dass es der Luftdruck ist, der das Wasser im Saugrohr hochdrückt (in Abb. 3 bei B). Evangelista Torricelli, Assistent und Nachfolger Galileis, machte Versuche mit einem mit Quecksilber gefüllten Rohr wie in Abb. 3 und erklärte aus der unterschiedlichen Dichte von Wasser und Quecksilber, warum jenes 13½-mal höher steigt als dieses mit 760 mm. Dabei erfand Torricelli das Quecksilberbarometer.
Die Kunde vom „italienischen Experiment“ kam 1644 über Marin Mersenne und den Physiker Pierre Petit zu Blaise Pascal. Dieser wiederholte Torricellis Experimente und folgerte, dass der Druck in einer Flüssigkeit oder einem Gas proportional zur Tiefe ist. Entsprechend muss, wenn die Quecksilbersäule vom Luftdruck getragen wird, ihre Höhe auf einem Berg kleiner als im Tal sein. Petit und Pascals Schwager Florin Périer führten am 19. September 1648 die entsprechenden Messungen in Clermont-Ferrand und auf dem Gipfel des 1465 m hohen Puy de Dôme durch und erhielten die erwarteten Ergebnisse.
Schon im Oktober veröffentlichte Pascal seine Resultate als Bericht vom großen Experiment über das Gleichgewicht von Flüssigkeiten (Pascal: Récit de la grande expérience de l’équilibre des liqueurs).
In der Abhandlung über das Gleichgewicht von Flüssigkeiten und vom Gewicht der Masse der Luft von 1653 formulierte Pascal unter anderem
- das Pascalsche Prinzip, wonach sich der Druck in ruhenden Flüssigkeiten allseitig ausbreitet,[9]
- das Pascalsche Gesetz für den hydrostatischen Druck, der linear mit der Tiefe zunimmt, siehe unten, und
- das Funktionsprinzip einer neuen Maschine, um Kräfte zu multiplizieren (Pascal: machine nouvelle pour multiplier les forces), also der hydraulischen Presse.

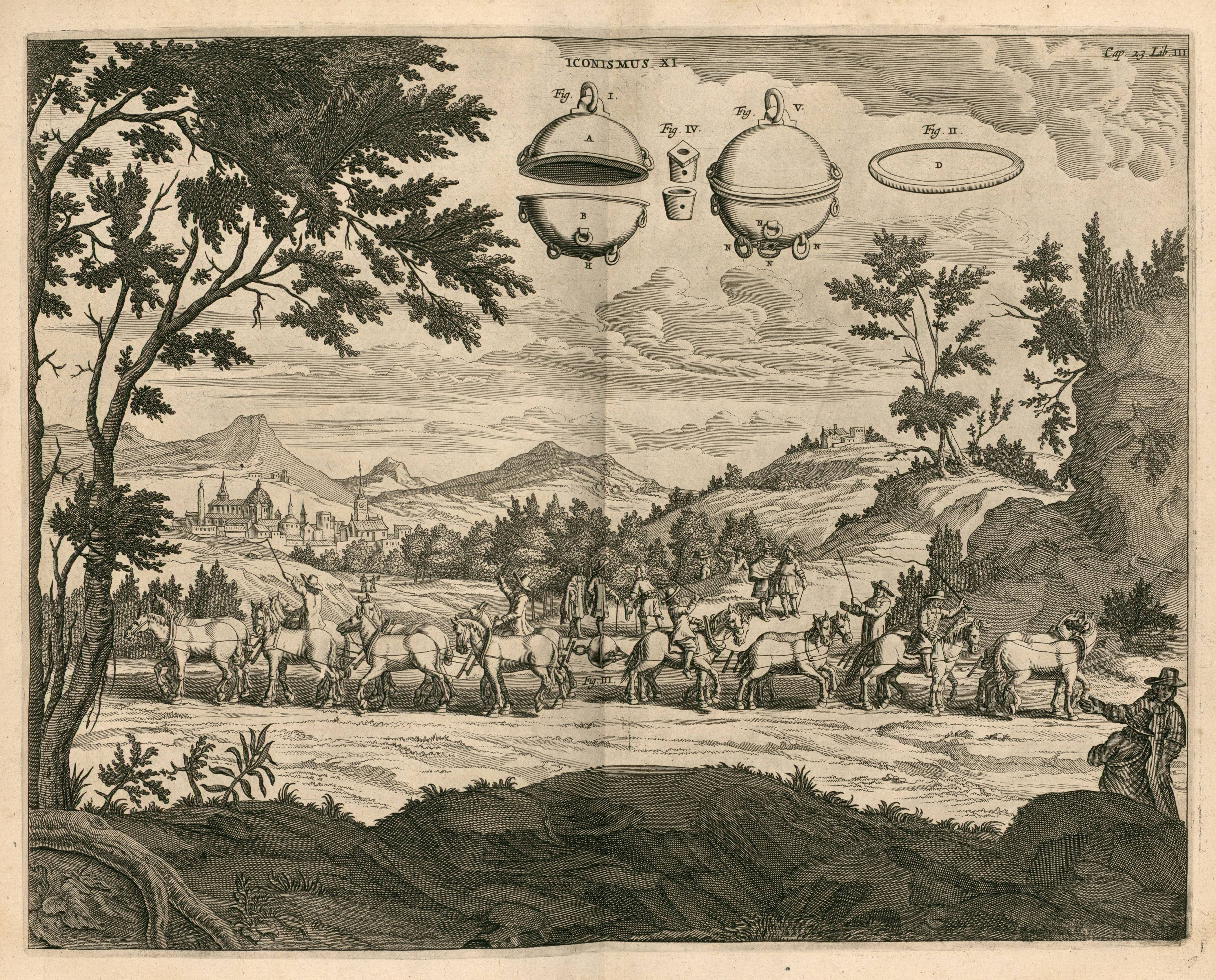
Abb. 4: Stich von Guerickes Halbkugelversuch

Otto von Guericke führte 1654 vor dem Reichstag zu Regensburg sein berühmtes Experiment mit den Magdeburger Halbkugeln vor, siehe Abb. 4.
Neue Erkenntnisse kamen unter anderem von
- Robert Boyle und Edme Mariotte 1662 durch das Gesetz von Boyle-Mariotte,
- Daniel Bernoulli 1738 durch die Rückführung des Drucks von Gasen auf die Stöße der Gasmoleküle (kinetische Gastheorie) sowie durch Unterscheidung zwischen dem statischen und dynamischen Druck (Bernoullische Druckgleichung),
- Leonhard Euler mit der Definition des Drucks in einem Fluid in seiner bis heute gültigen Form,[11] dass er also im Volumen in alle Richtungen aber immer senkrecht auf Wände wirkt,[2] und
- John Dalton 1802 durch Entdeckung der Partialdrücke von Gasen in Gasgemischen (Dalton-Gesetz).

## Definition

Abb. 5: Druck als flächenverteilte Kraft

Druck ist eine flächenverteilte Kraft, wie sie in Abb. 5 dargestellt ist. Sie ergibt sich als Grenzwert des Verhältnisses, der auf ein Flächenstück {\displaystyle \mathrm {d} A} wirkenden flächenverteilten Kraft {\displaystyle \mathrm {d} F_{n}}:
{\displaystyle p=\lim _{\mathrm {d} A\to 0}{\frac {\mathrm {d} F_{n}}{\mathrm {d} A}}}
mit:
| {\displaystyle p}                 | = Druck                              |
| {\displaystyle \mathrm {d} F_{n}} | = Normalkraft                        |
| {\displaystyle \mathrm {d} A}     | = Fläche, auf die die Kraft einwirkt |
Im Inneren eines Körpers kann ein Flächenelement mit Hilfe des Schnittprinzips hergestellt werden. Im betrachteten Punkt X wird der Körper gedanklich in zwei Teile geteilt und der Druck in X wirkt auf den Schnittflächen senkrecht. In einem isotropen, ruhenden oder idealen Fluid ist der Druck in X immer derselbe, egal welche Orientierung die Schnittfläche hat: Im Punkt X im inneren des Fluids wirkt der Druck allseitig. Im Allgemeinen ergibt sich der Druck aus dem Mittelwert der flächenverteilten Kräfte auf allen möglichen Schnittflächen in X, siehe #Definition in Technischer Mechanik und Kontinuumsmechanik.

Abb. 6: Druck als Ergebnis einer Normalkraft (F_{n}), die auf eine Fläche (A) wirkt

In der Realität sind Kräfte immer flächen- oder volumenverteilt. Gedanklich kann die resultierende Kraft {\displaystyle F_{n}} der flächenverteilten Kraft diese ersetzen und auf die gesamte Fläche bezogen werden, auf der sie wirkt, siehe Abb. 6:
{\displaystyle p={\frac {F_{n}}{A}}}
Der Druck ergibt sich ausschließlich aus der senkrecht zur Fläche stehenden Komponente {\displaystyle F_{n}} bzw. {\displaystyle \mathrm {d} F_{n}}. Vektoriell ist der Druck die Proportionalitätskonstante zwischen dem vektoriellen Oberflächenelement {\displaystyle \mathrm {d} {\vec {A}}} und der Normalkraft {\displaystyle \mathrm {d} {\vec {F}}_{n},} die auf dieses Element wirkt:
{\displaystyle \mathrm {d} {\vec {F}}_{n}=-p\,\mathrm {d} {\vec {A}}=-p\,{\hat {n}}\,\mathrm {d} A}
Der Normaleneinheitsvektor {\displaystyle {\hat {n}}} auf der Fläche ist parallel zur Kraft und weist hier vom Körper weg nach außen. Das Minuszeichen bewirkt einen positiven Druck, wenn die Kraft auf den Körper gerichtet ist. Eine Druckkraft wirkt antiparallel zu diesem nach außen gerichteten Normalenvektor, also zum Körper hin (eine in Richtung des Normalenvektors nach außen wirkende Kraft ist eine Zugkraft.)
Gelegentlich wird gesagt, Druck wirke in eine bestimmte Richtung. Physikalisch wäre hier richtiger von der Druckkraft die Rede, die in eine Richtung drücken kann. In der Physik ist Druck jedoch als skalare Größe richtungslos oder „allseitig wirkend“.
Für inkompressible und für kompressible Fluide tragen unterschiedliche Komponenten zum Gesamtdruck bei. Bei frei strömenden Fluiden kann bei Geschwindigkeiten weit unterhalb der Wellenausbreitungsgeschwindigkeit insbesondere in Flüssigkeiten in guter Näherung Inkompressibilität angenommen werden. Ruhende Gase hingegen sind kompressibel.

## Definition in Technischer Mechanik und Kontinuumsmechanik
In der Festigkeitslehre der Technischen Mechanik und der Kontinuumsmechanik ist der Druck eine in alle Raumrichtungen wirkende Normalspannung {\displaystyle \sigma _{n}}. Diese ist die Kraftkomponente {\displaystyle F_{n}} senkrecht zur Fläche {\displaystyle A} mit Normale {\displaystyle n}, auf der sie wirkt, siehe Abb. 5:
{\displaystyle \sigma _{n}=\lim _{\Delta A\to 0}{\frac {\Delta F_{n}}{\Delta A}}}
Der Druck ist definiert als eine in alle Raumrichtungen wirkende Normalspannung.
In der Kontinuumsmechanik gilt die Vorzeichenregel, dass Zugkräfte eine positive Spannung bewirken und durch Druckkräfte hervorgerufene Spannungen ein negatives Vorzeichen besitzen. Gleichzeitig gilt die Konvention, dass positiver Druck komprimierend wirkt: Somit ruft positiver Druck eine negative Spannung hervor.
Der Spannungszustand in einem Körper wird durch den Spannungstensor σ zu einem mathematischen Objekt zusammengefasst. Der mechanische Druck ist als das negative Drittel der Spur des Spannungstensors definiert:
{\displaystyle p_{\text{mech}}:=-{\frac {1}{3}}(\sigma _{x}+\sigma _{y}+\sigma _{z})=-{\frac {1}{3}}\operatorname {Sp} {\boldsymbol {\sigma }}}
Hier sind {\displaystyle \sigma _{x,y,z}} die Normalspannungen in {\displaystyle x}-, {\displaystyle y}- und {\displaystyle z}-Richtung eines kartesischen Koordinatensystems. Weil der Spannungstensor objektiv und die Spur eine Hauptinvariante ist, ist dieser negative Mittelwert der Normalspannungen – der mechanische Druck – bezugssysteminvariant, d. h. unabhängig von der genauen Ausrichtung der {\displaystyle x}-, {\displaystyle y}- und {\displaystyle z}-Achsen. In Festkörpern kann negativer absoluter Druck, siehe unten, auftreten, was in Flüssigkeiten nur in geringerem Maß und in Gasen fast gar nicht möglich ist (siehe #Geschichte, Metastabilität, Casimir-Effekt, kosmologische Konstante). Falls der Spannungstensor gemäß
{\displaystyle {\boldsymbol {\sigma }}=-p\,\mathbf {1} }
ausschließlich Druckspannungen enthält, wird er Drucktensor genannt. Hier ist 1 der Einheitstensor.
In einem durch eine Fläche berandeten Körper sei der Normaleneinheitsvektor {\displaystyle {\hat {n}}} auf der Fläche nach außen gerichtet. Der Spannungsvektor auf der Fläche ergibt sich dann aus {\displaystyle {\vec {T}}^{({\hat {n}})}={\boldsymbol {\sigma }}\cdot {\hat {n}}}. Im Spezialfall des Drucks berechnet sich also wie oben:
{\displaystyle \mathrm {d} {\vec {F}}_{n}={\vec {T}}^{({\hat {n}})}\mathrm {d} A={\boldsymbol {\sigma }}\cdot {\hat {n}}\,\mathrm {d} A=-p\,\mathbf {1} \cdot {\hat {n}}\,\mathrm {d} A=-p\,{\hat {n}}\,\mathrm {d} A}
D. h., die Richtung der Kraft ist auf einer Fläche immer normal und bei positivem Druck auf den Körper gerichtet.
Frei strömende Fluide sind bei Geschwindigkeiten weit unterhalb der Wellenausbreitungsgeschwindigkeit in guter Näherung inkompressibel. Dann ist der Druck eine „Zwangsspannung“, die als Reaktion des Fluids auf Kompressionsversuche die Inkompressibilität aufrechterhält. Mathematisch ist der Druck hier ein Lagrange’scher Multiplikator für die Nebenbedingung „Inkompressibilität“. Ein Beispiel zur Berechnung des Drucks in der Festkörpermechanik ist im Artikel zur Hyperelastizität gegeben.
Materialmodelle definieren den Spannungstensor als Funktion der Deformation des Körpers, wobei der Begriff der Deformation hier so weit gefasst wird, dass auch das Fließen einer Flüssigkeit oder das Strömen eines Gases darunter fällt. Die in der Strömungsmechanik benutzten Materialmodelle für das ideale Gas und das newtonsche Fluid haben die Form
{\displaystyle {\boldsymbol {\sigma }}=-p_{\text{thermo}}\,\mathbf {1} +\mathbf {S} },
wobei der Anteil S im newtonschen Fluid durch Viskosität entsteht und im idealen Gas wegfällt. Der Druck pthermo ist der thermodynamische Druck, der sich bei einem Gas aus einer Zustandsgleichung bestimmt und im Allgemeinen eine Funktion der Dichte und Temperatur ist. Der mechanische Druck ist dann:
{\displaystyle p_{\text{mech}}=-{\frac {1}{3}}\operatorname {Sp} {\boldsymbol {\sigma }}=p_{\text{thermo}}-{\frac {1}{3}}\operatorname {Sp} \mathbf {S} }
Bei vorhandener Volumenviskosität des Fluids kann der zweite Summand im Ungleichgewicht von Null verschieden sein, sodass sich dann der mechanische und thermodynamische Druck im Fluid voneinander unterscheiden. Die Differenz wäre eine Folge eines erhöhten Widerstands gegen Kompression auf Grund der Volumenviskosität und würde bei Annäherung an ein Gleichgewicht gegen Null gehen.
Der Spannungstensor ist in jedem Punkt des Fluids definiert und stellt somit ein Feld dar. Aus diesem Feld kann ein ebenfalls den ganzen Körper ausfüllendes Druckfeld abgeleitet werden. Der Kraftfluss im Fluid wird vom Spannungstensor repräsentiert und daher bremst seine Divergenz gemäß {\displaystyle \operatorname {div} (-p\mathbf {1} )=-\operatorname {grad} p=\nabla p} Fluidelemente ab, siehe Navier-Stokes-Gleichungen und Euler-Gleichungen der Strömungsmechanik.

## Bernoullische Druckgleichung

Abb. 7: Statischer und dynamischer Druckanteil in einer verlustfreien Strömung

In strömenden Flüssigkeiten und Gasen (Fluiden) nimmt der Druck gegenüber ruhenden Bereichen des Strömungsfelds ab. Der Druck wird hier statischer Druck genannt und die Druckabnahme dynamischer Druck. Letzterer manifestiert sich erst, wenn das strömende Fluid abgebremst wird (Staudruck). Während beide Teile mit der Dichte wachsen, nimmt nur der statische Anteil mit dem hydrostatischen Druck zu, der von der Ortshöhe und von der Erdbeschleunigung, also der Gravitation, abhängig ist.
In Strömungen, wo die Bernoulli-Gleichung anwendbar ist (insbesondere in dünnflüssigen inkompressiblen Fluiden) gibt es eine Bewegungskonstante, den Total- oder Gesamtdruck, der auf einer Stromlinie überall denselben Wert hat. Er ist die Summe aus dem statischen und dem dynamischen Druck sowie einem Anteil, der die Lageenergie berücksichtigt und gegenläufig zum hydrostatischen Druck zunimmt.
In einem realen System sind zusätzlich die Druckverluste im Strömungsverlauf zu beachten, etwa durch den Impulsaustausch des viskosen Fluids mit der Wandung der Rohrleitung infolge der Haftbedingung.

### Hydrostatischer Druck
Ein in einem Schwerefeld ruhendes Fluid übt auf jeden in ihm eingetauchten Körper nach dem Pascal’schen Prinzip einen allseitig wirkenden hydrostatischen Druck aus, der nach dem Pascal’schen Gesetz mit der Tiefe zunimmt. Beispiele für einen hydrostatischen Druck sind der Wasserdruck und der Luftdruck.
In der ruhenden Flüssigkeit existieren ausschließlich Normalspannungen, die in alle Richtungen gleichermaßen wirken, eben jener hydrostatische Druck. Im schubfreien hydrostatischen Spannungszustand degeneriert der Mohr’sche Spannungskreis zu einem Punkt.
Der hydrostatische Druck {\displaystyle p(h)} am Grund einer stehenden Flüssigkeitssäule der Höhe {\displaystyle h} und der Dichte {\displaystyle \rho } unter Wirkung der Schwerebeschleunigung {\displaystyle g} ergibt sich aus dem Pascal’schen Gesetz zu
{\displaystyle p(h):=\rho gh+p_{\mathrm {s} }}
Dabei ist {\displaystyle p_{\mathrm {s} }} ein Druckanteil, der von der Umgebung am oberen Ende der Flüssigkeitssäule (bei {\displaystyle h=0}) aufgebracht wird; er wird entsprechend Umgebungsdruck oder Betriebsdruck genannt. In einem strömenden Fluid kann der Druck {\displaystyle p_{\mathrm {s} }} von Ort zu Ort variieren.

### Statischer Druck
Der statische Druck ist der thermomechanische Druck in einer Strömung, den also ein Fluidelement spürt oder den ein mit ihm bewegter Beobachter messen würde. In der Bernoulli’schen Druckgleichung tritt er als Druck {\displaystyle p} auf und entspricht in ruhenden Bereichen des Strömungsfeldes dem dort herrschenden hydrostatischen Druck. In bewegten Teilen des Strömungsfeldes nimmt der statische Druck um den dynamischen Druckanteil ab, denn ihre Summe, der #Totaldruck, ist auf einer horizontalen Stromlinie eine Konstante.

### Dynamischer Druck
Der dynamische Druck {\displaystyle p_{\mathrm {d} }} (auch hydrodynamischer Druck oder Staudruck) entspricht der volumenspezifischen kinetischen Energie der strömenden Fluidelemente in einer Strömung. Er wird erst dann als mechanischer Druck spürbar und messbar, wenn die Strömung, wie beispielsweise im Staupunkt, gestoppt wird. Der Staudruck leistet im Staupunkt die Arbeit, die notwendig ist, um das Fluidelement zum Stillstand zu bringen. Der Staudruck nimmt mit der Dichte {\displaystyle \rho } und dem Quadrat der Strömungsgeschwindigkeit {\displaystyle v} der Fluidelemente zu:
{\displaystyle p_{\mathrm {d} }:={\frac {1}{2}}\rho v^{2}}
Der dynamische Druck ist nicht direkt messbar, lässt sich aber bei verlustfreier, horizontaler und stationärer Strömung aus der Messung der Differenz zwischen Totaldruck und statischem Druck bestimmen (siehe Prandtlsonde). Aus dem dynamischen Druck kann dann die Geschwindigkeit des Fluids ermittelt werden.

### Totaldruck
Der Totaldruck {\displaystyle p_{\mathrm {t} }} ist die Summe aus dem statischen Druck, der potentiellen und der kinetischen Energie der Fluidelemente:
{\displaystyle p_{\mathrm {t} }=p_{\mathrm {s} }+\rho gz+{\frac {\rho }{2}}v^{2}}
In Bereichen, wo die Bernoulli’sche Druckgleichung anwendbar ist, ist der Totaldruck entlang eines Stromfadens konstant. Beim Übergang von einem größeren zu einem kleineren Querschnitt, wie in Abb. 7, muss gemäß dem Kontinuitätsgesetz die Strömungsgeschwindigkeit (und damit auch der dynamische Druck) zunehmen. Dies kann nur geschehen, wenn der statische Druck in den kleineren Querschnitten entsprechend abnimmt. Der statische Druckanteil {\displaystyle p_{\mathrm {s} }} ist der Druck, den ein mit der Strömung mitschwimmendes Fluidelement verspürt. Der Druckanteil {\displaystyle \rho gz} repräsentiert die Lageenergie des Fluidelements, nimmt also mit der Höhe {\displaystyle z} zu und nicht mit der Tiefe, wie der hydrostatische Druck.
Wenn beispielsweise die Stromlinie im Punkt 1 die Niveaufläche {\displaystyle z=0} passiert, wo der Umgebungsdruck {\displaystyle p_{0}} herrscht, und die Beiträge der dynamischen Drücke vernachlässigbar sind, dann ergibt obige Gleichung bei einem anderen Punkt 2 auf derselben Stromlinie
{\displaystyle p_{\mathrm {t} }=p_{\mathrm {s1} }+\rho gz_{1}=p_{0}=p_{\mathrm {s2} }+\rho gz_{2}\;\rightarrow \quad p_{\mathrm {s2} }=p_{0}-\rho gz_{2}=p_{0}+\rho gh_{2}},
wo nun {\displaystyle h_{2}} mit der Tiefe zunimmt und mithin {\displaystyle p_{\mathrm {s2} }} den hydrostatischen Druck im Punkt 2 angibt, so wie es sein muss.
Druckverluste durch einen Impulsverlust an den Strömungsrändern kann mit Druckverlustbeiwerten in der erweiterten Bernoulli’schen Druckgleichung zäher Flüssigkeiten berücksichtigt werden.

## Druck in der kinetischen Gastheorie

Abb. 8: Gasteilchen, die in einem Gefäß eingeschlossen sind, üben einen Druck auf die Gefäßwände aus

Der Gasdruck, wie der Luftdruck einer ist, entsteht als Summe aller durch ein Gas oder Gasgemisch wirkenden Kräfte auf eine Fläche. Stößt ein Gasteilchen an eine Wand, tauschen beide wie bei einem elastischen Stoß einen Impuls aus. Je höher die innere Energie des Gases ist, desto schneller sind die Teilchen und desto größer ist auch der Druck. Die Impulsübertragung hängt nämlich von der kinetischen Energie des Gasteilchens ab. Ebenfalls abhängig ist die Impulsübertragung von der Richtung, mit der das Teilchen auf die Wand trifft. Für viele Teilchen addieren sich diese Impulsüberträge zu einer Gesamtkraft. Diese hängt von der Anzahl der Teilchen ab, die pro Zeitspanne auf die Wand treffen, und ihrem mittleren Impuls. In einem Gasgemisch entsteht der Gasdruck aus den Partialdrücken der Komponenten des Gemisches. Verdampfende Flüssigkeiten erzeugen einen Dampfdruck, der sich bis zum Sättigungsdampfdruck aufbauen kann. Der Luftdruck ist ein Beispiel für einen Gasdruck.
Die kinetische Gastheorie liefert aus den genannten mechanischen und statistischen Überlegungen die Zustandsgleichung
{\displaystyle p:=-{\frac {\partial U(S,V,n)}{\partial V}}}
mit der in der Thermodynamik der Druck als intensive Größe definiert wird (siehe auch Fundamentalgleichung). In einem zweiten Schritt wird gezeigt, dass dieser Druck auch tatsächlich dem Quotient aus Kraft und Fläche gleicht.
Im Spezialfall eines idealen Gases gilt die thermische Zustandsgleichung:
{\displaystyle p={\frac {n\,R\,T}{V}}}
Aufgrund der kinetischen Gastheorie folgt:
{\displaystyle p={\frac {n\,M\,{\overline {v^{2}}}}{3V}}}
Hierbei stehen die einzelnen Symbole für folgende Größen:
{\displaystyle V} = Volumen
{\displaystyle n} = Stoffmenge
{\displaystyle R} = Universelle Gaskonstante
{\displaystyle T} = Temperatur
{\displaystyle M} = Molmasse
{\displaystyle {\overline {v^{2}}}} = mittleres Geschwindigkeitsquadrat
Der gemittelte Impulsübertrag ist im Produkt aus Gaskonstante und Temperatur der Zustandsgleichung enthalten. Der Gasdruck liefert über die Zustandsgleichung das Materialmodell für das ideale Gas:
{\displaystyle {\boldsymbol {\sigma }}=-p(\rho ,T)\mathbf {1} =-{\frac {nRT}{V}}\mathbf {1} =-R_{\mathrm {s} }T\rho \mathbf {1} }
Darin ist {\displaystyle R_{\mathrm {s} }} – die spezifische Gaskonstante – ein Materialparameter des Gases. Die Strömung eines idealen Gases gehorcht den Euler’schen Gleichungen der Strömungsmechanik und auf einer Stromlinie zusätzlich der Bernoulli-Gleichung, wenn die Strömung isoterm oder isentrop ist.

## Definition in der statistischen Physik und Thermodynamik
In der statistischen Physik ist der Druck allgemein durch folgenden Erwartungswert gegeben:
{\displaystyle p:=-\left\langle {\frac {\partial {\hat {H}}}{\partial V}}\right\rangle }
Dabei ist {\displaystyle {\hat {H}}} der Hamiltonoperator des Systems, {\displaystyle V} das Volumen und {\displaystyle \langle \ldots \rangle } ein Ensemblemittel über das jeweilige statistische Ensemble.
Diese Definition führt im mikrokanonischen Ensemble zu
{\displaystyle p=-{\frac {\partial U}{\partial V}}}
({\displaystyle U} ist die innere Energie), im kanonischen Ensemble zu
{\displaystyle p=-{\frac {\partial F}{\partial V}}}
({\displaystyle F} ist die freie Energie) und im großkanonischen Ensemble zu
{\displaystyle p=-{\frac {\partial \Omega }{\partial V}}}
({\displaystyle \Omega } ist das großkanonische Potential).
Gemäß der Hypothese von Stokes aus dem Jahr 1845 ist der mechanische Druck gleich dem thermodynamischen Druck. Dies gilt jedoch nur unter Einschränkungen, siehe oben.

## Absoluter/relativer Druck
Der absolute Druck {\displaystyle p_{\text{abs}}} (englisch absolute pressure) bezieht sich auf das perfekte Vakuum. Bei diesem absolut teilchenfreien Raum ist der Nullpunkt des absoluten Drucks definiert. Ein Beispiel für einen häufig „absolut“ angegebenen Wert ist der Luftdruck.
Als relativen Druck bezeichnet man eine relative Druckbeziehung zwischen zwei Volumina. Häufig wird der Umgebungsdruck als Bezugsgröße verwendet, jedoch bieten sich je nach Zusammenhang auch andere Bezugsgrößen an. Beispiele für einen häufig „relativ“ angegebenen Druck sind der Fülldruck eines Reifens und der Blutdruck.
Zur Verdeutlichung: Füllt man bei einem Luftdruck von 1 bar einen Reifen mit einem relativen Druck von 2 bar, herrscht im Reifen ein absoluter Druck von 3 bar. Analog muss der Luftdruck zum Blutdruck addiert werden, um den absoluten Blutdruck zu erhalten.

## Einheiten
Blaise Pascal zu Ehren wird die SI-Einheit des Drucks Pascal (mit dem Einheitenzeichen Pa) genannt, die einer Kraft von einem Newton (also der Gewichtskraft von etwa 100 Gramm), senkrecht verteilt auf einer Fläche von einem Quadratmeter, entspricht:
{\displaystyle \mathrm {1\,Pa=1\,{\frac {N}{m^{2}}}=1\,{\frac {kg}{m\cdot s^{2}}}} }
Im Ingenieurwesen wird für Druck (ebenso wie für die mechanische Spannung) auch die Einheit N/mm² oder MPa verwendet:
{\displaystyle 1\,{\frac {\mathrm {N} }{\mathrm {mm} ^{2}}}=1\,\mathrm {MPa} }

### Umrechnung zwischen den gebräuchlichsten Einheiten
Weitere gebräuchliche Einheiten waren oder sind:
- das Bar, das 100.000 Pa = 1000 hPa = 100 kPa entspricht,
- die Technische Atmosphäre at = kp/cm² = 98,0665 kPa, die auf der Erde dem Druck der Gewichtskraft eines Kilogramms verteilt auf einem Quadratzentimeter gleichkommt (entspricht dem Druck von 10 m Wassersäule),
- die Physikalische Atmosphäre atm, die gleich dem Normaldruck auf der Erde (101,325 kPa) ist,
- das Torr, das dem Druck von einem Millimeter Quecksilbersäule (mmHg) entspricht und heute als 1⁄760 atm definiert ist,
- das in den USA gebräuchliche Pound-force per square inch psi = lbf/in² (Kraftpfund pro Quadratzoll) aus dem angloamerikanischen Maßsystem.

Die Umrechnung zwischen diesen Einheiten ist auf fünf signifikante Stellen genau in der Tabelle angegeben.
|        |   | Pa           | bar           | at            | atm           | Torr          | psi           |
| ------ | - | ------------ | ------------- | ------------- | ------------- | ------------- | ------------- |
| 1 Pa   | = | 1            | 001 · 10−5    | 1,0197 · 10−5 | 9,8692 · 10−6 | 7,5006 · 10−3 | 1,4504 · 10−4 |
| 1 bar  | = | 001 · 105    | 1             | 1,0197        | 0,98692       | 750,06        | 14,504        |
| 1 at   | = | 9,8067 · 104 | 0,98067       | 1             | 0,96784       | 735,56        | 14,223        |
| 1 atm  | = | 1,0133 · 105 | 1,0133        | 1,0332        | 1             | 00760         | 14,696        |
| 1 Torr | = | 133,32       | 1,3332 · 10−3 | 1,3595 · 10−3 | 1,3158 · 10−3 | 1             | 1,9337 · 10−2 |
| 1 psi  | = | 6,8948 · 103 | 6,8948 · 10−2 | 7,0307 · 10−2 | 6,8046 · 10−2 | 51,715        | 1             |

### Weitere Einheiten
Die folgenden nicht SI-konformen Druckeinheiten sind in Literatur zu finden:
- 1 Meter Wassersäule (mWS) = 0,1 at = 9,80665 kPa
- 1 Zoll Quecksilber (englisch inch of mercury, inHg) = 25,4 Torr = 3386,389 Pa bei 0 °C
- 1 Mikron (1 μm) Quecksilbersäule = 1 μm Hg = 1 mTorr = 0,13332 Pa (wird vereinzelt in der Vakuumtechnik verwendet)
- 1 poundal per square foot (pdl/ft²) = 1,4882 Pa
- 1 inch of water ‚Zoll Wassersäule‘ (inH2O) = 249,089 Pa
- 1 foot of water ‚Fuß Wassersäule‘ (ftH2O) = 2989,07 Pa

## Druckmessgeräte und -verfahren

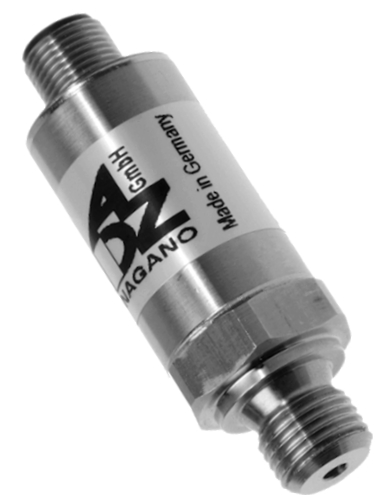
Abb. 9: Druckmessumformer

Ein Druckmessgerät wird auch Manometer genannt. In den meisten Anwendungen wird der Relativdruck – also bezogen auf den atmosphärischen Luftdruck – gemessen. Absolutdruckmessinstrumente verwenden ein Vakuum als Bezugsdruck (z. B. Barometer). Differenzdruckmessgeräte messen, wie die anderen auch, einen Druckunterschied, jedoch zwischen zwei beliebigen Systemen. Druckmessgeräte beruhen auf verschiedenen Messprinzipien:
- Zum Messen des Reifendrucks am Auto oder des Hauswasser- und Hausgasdrucks werden einfache Rohrfeder-Manometer oder Bourdonfeder-Manometer verwendet. Diesen liegt das Prinzip eines eingerollten Schlauchs zu Grunde, der sich unter Druck abrollt.
- Messgeräte für statische Drücke messen meist die Druckdifferenz anhand der Auslenkung einer mechanischen Trennung, indem der Druck mit einem Referenzdruck, etwa Vakuum verglichen wird. So messen etwa die Barometer und die Ringwaage, indem die Auslenkung direkt in eine Anzeige übersetzt wird, oder Differenzdrucksensoren, indem die Kraft der Auslenkung gemessen wird.
- Indirekte Druckmessung beruht auf Effekten der Teilchenzahldichte.
- Messgeräte für Drücke in fließenden Medien (Fluiden) nutzen die Konsequenzen aus der Bernoulli-Gleichung, etwa das Staurohr (Pitotrohr) oder die Venturidüse.
- Blutdruckmessgeräte messen indirekt, indem akustische Ereignisse beim Entspannen der vorher komprimierten Adern aufgefangen werden.
- Druckmessumformer sind Druckmessgeräte, die in industriellen Umgebungen eingesetzt werden können. Dazu wird das gewonnene Druckmesssignal in ein definiertes Signal umgeformt.
- Drucksensitive Farben (englisch pressure sensitive paint, PSP) machen lokale Druckverteilungen an Grenzflächen sichtbar.
- Eine Ringwaage misst sehr kleine Drücke über ein mechanisches Verfahren zwischen zwei beliebigen Systemen.